# Ben Skirving
Pas d'image ? Cliquez ici

a Compétitions nationales et continentales officielles uniquement.

b Matchs officiels uniquement.
Dernière mise à jour le 23 avril 2020.
Benjamin David Skirving, né le 9 octobre 1983 à Harlow, est un joueur de rugby à XV international anglais depuis 2007 évoluant au poste de troisième ligne centre. Après avoir passé dix saisons avec le club des Saracens, il rejoint Bath Rugby en 2009. 

## Carrière
Il obtient sa première cape internationale le 2 juin 2007, à l’occasion d'un match contre l'équipe d'Afrique du Sud. Il joue avec les Saracens entre 1999 et 2009. Avec ce club, il dispute la coupe d'Europe et le championnat d'Angleterre. Il rejoint le club anglais de Bath Rugby à l'été 2009, puis Bristol Rugby pour la saison 2013/2014.

## Statistiques en équipe nationale
- 1 sélection avec l'équipe d'Angleterre
- Sélection par année : 1 en 2007